# 凌云蹄盖蕨
凌云蹄盖蕨（学名：Athyrium infrapuberulum）为蹄盖蕨科蹄盖蕨属下的一个种。

## 扩展阅读
- 維基物種上的相關：凌云蹄盖蕨